# Натальино (Безенчукский район)
Натальино — село в Безенчукском районе Самарской области России. Административный центр сельского поселения Натальино.

## История
По данным 1859 г. Натальино — село владельческое при озере Майтуге. Значится в 1 стане Самарского уезда Самарской губернии, по скотопрогонному тракту из г. Уральска в г. Сызрань. Расположено в 72 верстах от губернского города Самара, в 35 верстах от квартиры станового пристава в селе Екатериновка. В деревне 130 дворов, 446 мужчин, 519 женщин.

## Население
| 2007 | 2010 | 2012 | 2013 | 2014 | 2015 | 2016 |
| ---- | ---- | ---- | ---- | ---- | ---- | ---- |
| 953  | ↘889 | ↗909 | ↗910 | ↘889 | ↗898 | ↘874 |